# Gelendzsik
Gelendzsik (cirill betűkkel Геленджик) üdülőváros a Fekete-tenger partján Oroszországban, a Krasznodari határterületen.

## Népesség
2010-ben 54 980 lakosa volt, az elővárosokkal együtt kb. 91 000.
Etnikailag 85% orosz, 5% görög, 2,7% ukrán, 2,7% örmény.

## Képek

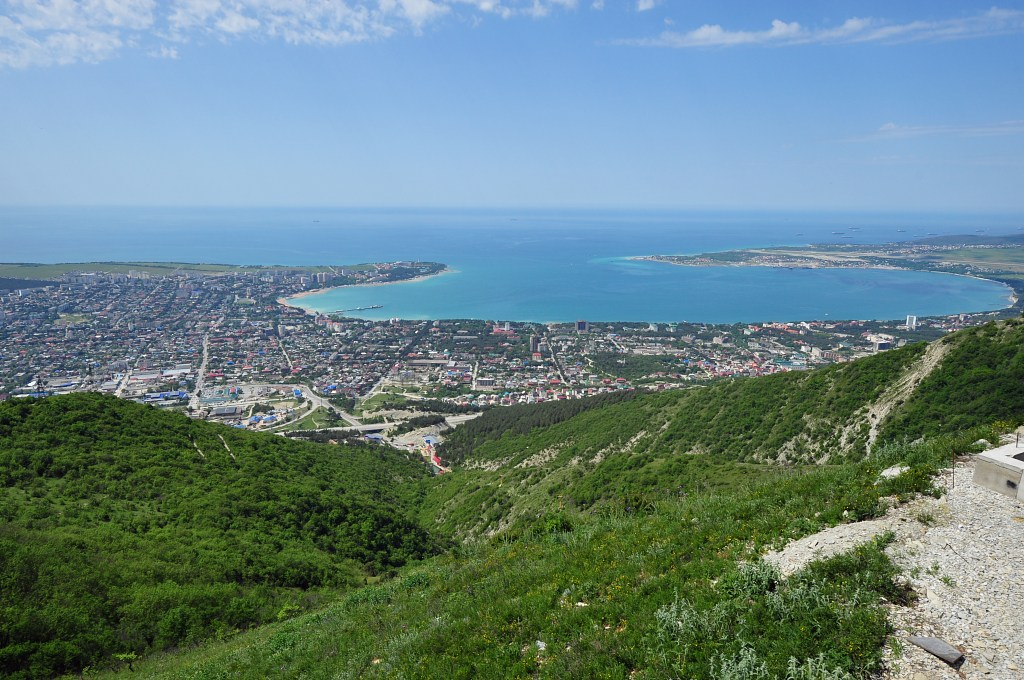
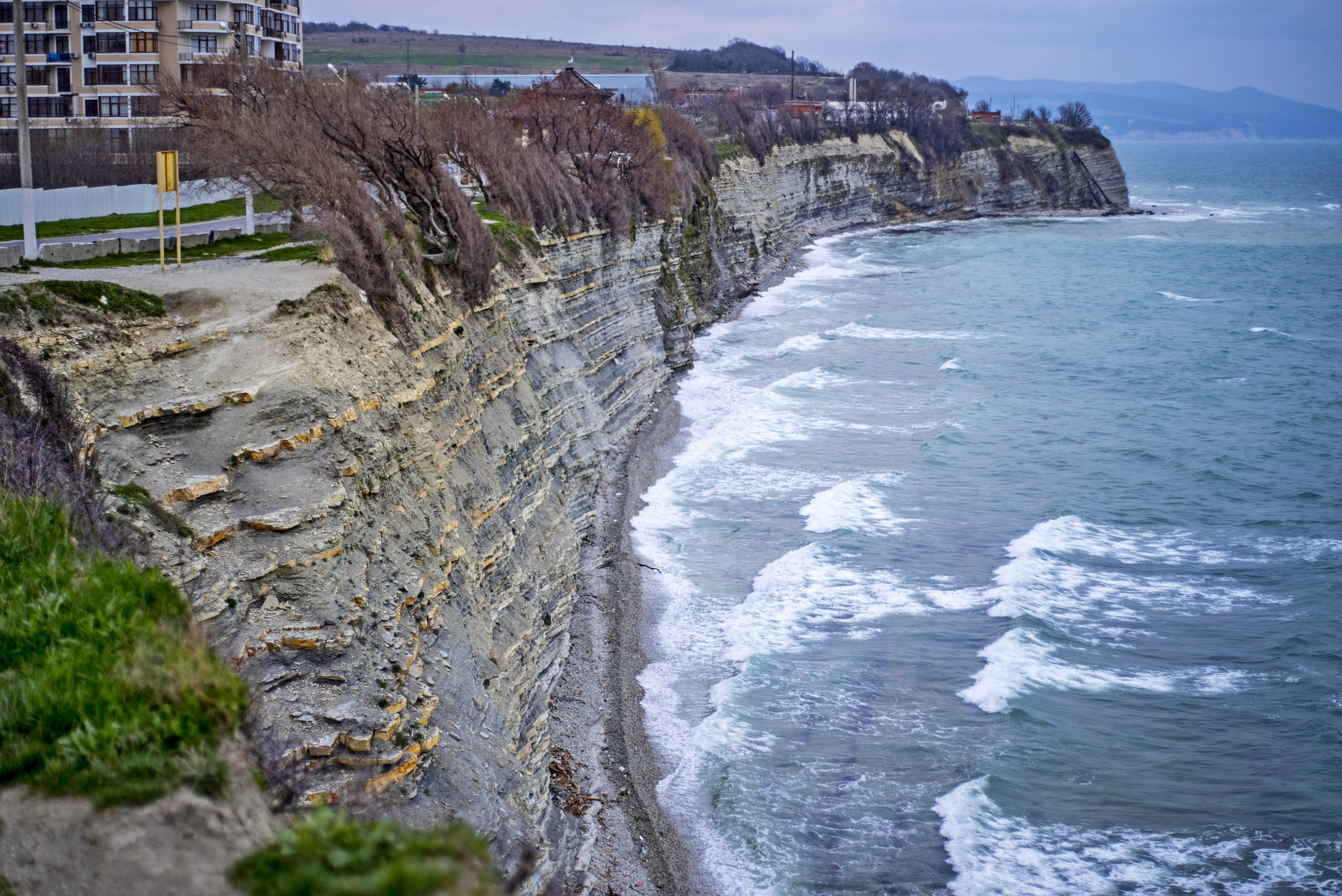
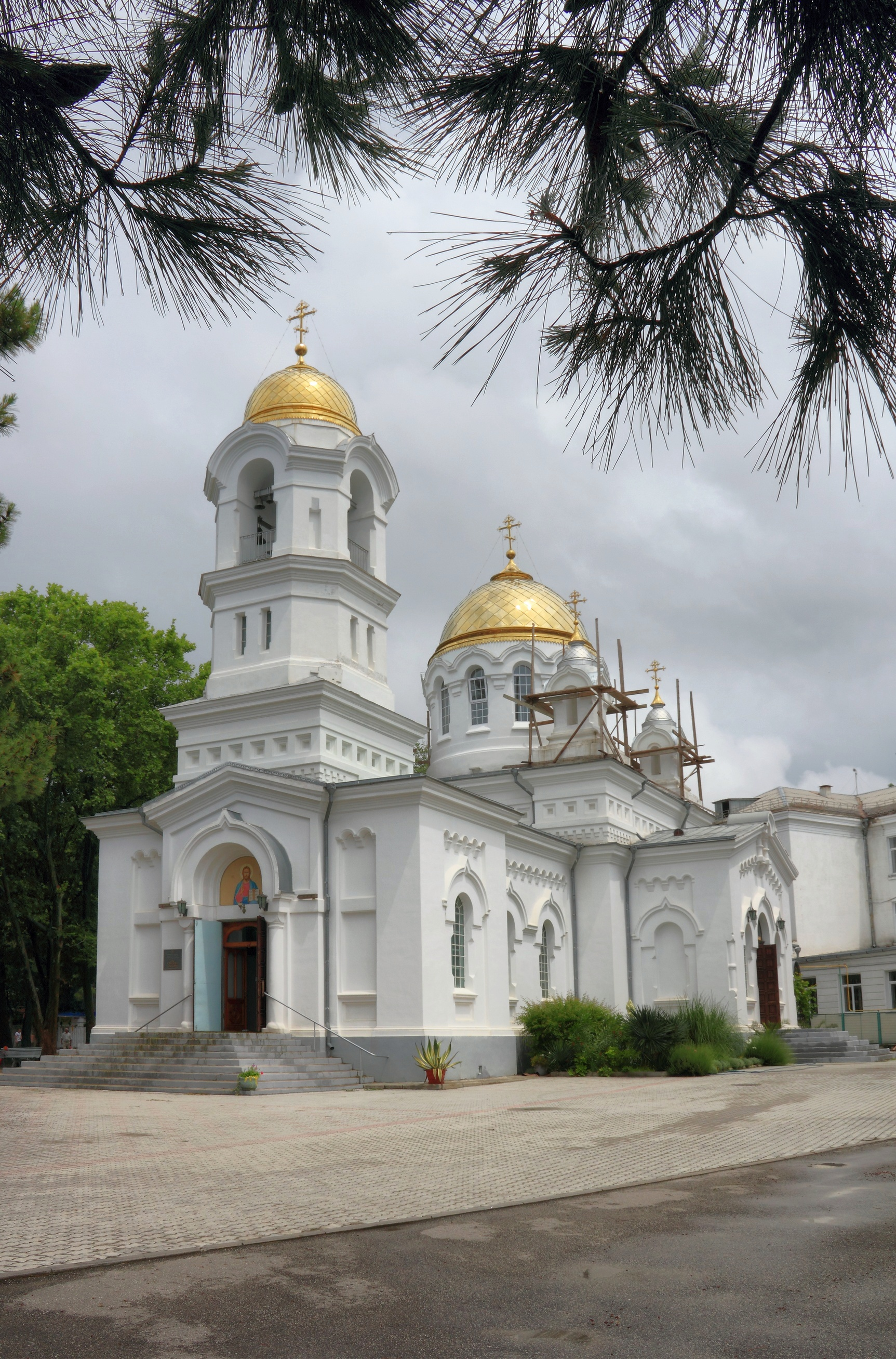
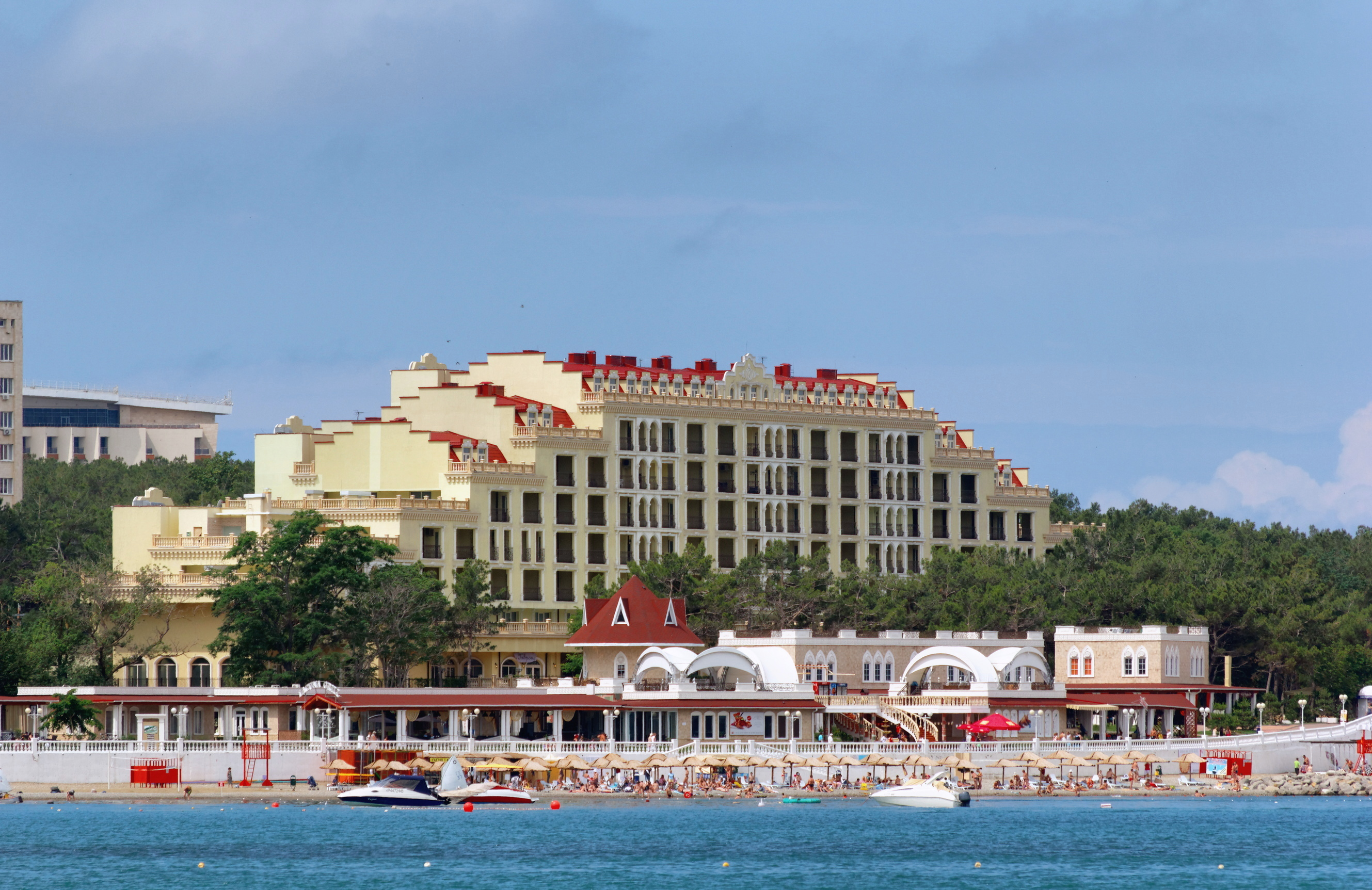
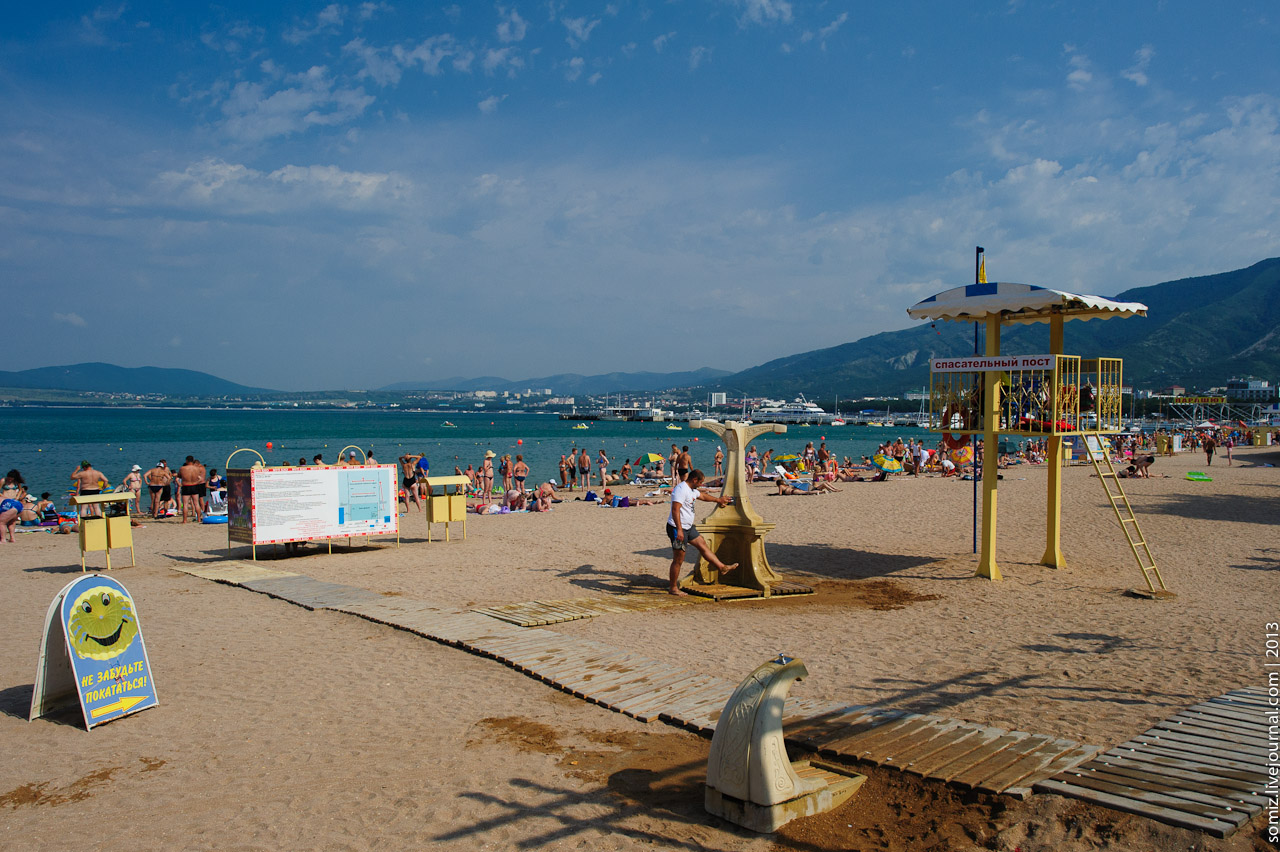